# Hannah Montana 2/Meet Miley Cyrus
Hannah Montana 2 / Meet Miley Cyrus je drugi soundtrack Disney Channelove televizijske serije Hannah Montana in prvi glasbeni album ameriške glasbenice Miley Cyrus, glavne igralke iz televizijske serije Hannah Montana.
Album je izšel 26. junija 2007, izdali pa sta ga založbi Walt Disney Records in Hollywood Records. Je novi »hibridni« album, ki je sledil albumu, nagrajenem s trikratno platinasto certifikacijo, Hannah Montana iz leta 2006.
Zgoščenka ima dva dela in služi za dva namena: na prvem disku je posnetih deset pesmi lika Hannah Montana iz druge sezone istoimenske serije, medtem ko drugi disk predstavi pet pesmi Miley Cyrus z njenega prvega samostojnega albuma.
V prvem tednu od izida je album pristal na prvem mestu ameriške glasbene lestvice Billboard 200 s 326 000 prodanimi izvodi.
Album, ki so ga prodali več kot 3 200 000 izvodov samo v Združenih državah Amerike, je s strani organizacije RIAA prejel multi-platinasto certifikacijo.
Po vsem svetu so prodal več kot 4 milijone izvodov albuma.

## Prodaja in dosežki
Album Hannah Montana 2 / Meet Miley Cyrus je v prvem tednu od izida pristal na prvem mestu lestvice Billboard 200 z 326 000 prodanimi izvodi.
V prvem tednu od izida se je prodajal hitreje kot njegov predhodnik, soundtrack Hannah Montana, ki je bil v prvem tednu od izida prodan v 281 000 izvodih.
Album je še več kot naslednjih štirideset tednov ostajal med prvimi petimi albumi na lestvici.
Med počitniško sezono se je album Hannah Montana 2 / Meet Miley Cyrus ponovno uvrstil med prvih deset albumov na lestvici Billboard 200, saj so v tistem času prodali nekaj več kot 700 000 izvodov.
Ta album do danes ostaja najbolje prodajan album Miley Cyrus.
V Združenem kraljestvu se je album Hannah Montana 2 / Meet Miley Cyrus na začetku tedna 15. julija 2007 uvrstil na deveto mesto lestvice kompilacij, nazadnje pa je na lestvici zasedel osmo mesto.
V Avstraliji je album zasedel šestinosemdeseto mesto na lestvici ARIA Albums Chart, nazadnje pa se je uvrstil med prvih dvajset albumov na lestvici.
Ko je prejel platinasto certifikacijo za 70 000 prodanih izvodov, se je na lestvico ponovno uvrstil na štiriinštirideseto mesto.
V Novi Zelandiji je album za več kot 7 500 prodanih izvodov prejel zlato certifikacijo.
V Venezueli se je album Hannah Montana 2 / Meet Miley Cyrus uvrstil na peto mesto njihove lestvice in v naslednjih treh tednih ostal med prvimi desetimi albumi.
Na Japonskem je založba Walt Disney Records 5. decembra 2007 izdala posebno verzijo albuma, imenovano Hannah Montana 2: Rock Star Edition.
Založba Walt Disney Records je izdala tudi karaoke verzijo albuma, Disney Karaoke Series: Hannah Montana 2, ki je v omejeni količini izšla ekskluzivno v trgovinah Wal-Mart leta 2007, nato pa 16. septembra 2008 ponovno izšla tudi v drugih trgovinah.

## Turneja
Miley Cyrus je na severnoameriški turneji Best of Both Worlds Tour nastopila kot ona sama in v vlogi svojega lika, Hannah Montana. Turneja se je pričela 18. oktobra 2007 v St. Louisu, Missouri, nazadnje pa so jo podaljšali do 31. januarja 2008. V sklopu turneje so obiskali devetinšestdeset različnih mest, kar je štirinajst mest več, kot so najprej nameravali. Na turneji je kot spremljevalni band nastopila tudi skupina Jonas Brothers. Vstopnice za turnejo so se prodale v rekordnem času.

## Seznam pesmi
| Album Hannah Montana 2 | Album Hannah Montana 2    | Album Hannah Montana 2                           | Album Hannah Montana 2 |
| Št.                    | Naslov                    | Pisec                                            | Dolžina                |
| ---------------------- | ------------------------- | ------------------------------------------------ | ---------------------- |
| 1.                     | „We Got the Party‟        | Greg Wells, Kara DioGuardi                       | 3:37                   |
| 2.                     | „Nobody's Perfect‟        | Matthew Gerrard, Robbie Nevil                    | 3:20                   |
| 3.                     | „Make Some Noise‟         | Andy Dodd, Adam Watts                            | 4:48                   |
| 4.                     | „Rock Star‟               | Aristedis Archoritis, Jeannie Lurie, Chen Neeman | 2:59                   |
| 5.                     | „Old Blue Jeans‟          | Michael Bradford, Pam Sheyne                     | 3:23                   |
| 6.                     | „Life's What You Make It‟ | Gerrard, Nevil                                   | 3:11                   |
| 7.                     | „One in a Million‟        | Toby Gad, Negin Djafari                          | 3:56                   |
| 8.                     | „Bigger Than Us‟          | Antonina Armato, Tim James                       | 2:57                   |
| 9.                     | „You and Me Together‟     | Jamie Houston                                    | 3:48                   |
| 10.                    | „True Friend‟             | Lurie                                            | 3:09                   |
| Skupna dolžina:        | Skupna dolžina:           | Skupna dolžina:                                  | 35:08                  |

| CD verzija Rock Star | CD verzija Rock Star                                 | CD verzija Rock Star       | CD verzija Rock Star |
| Št.                  | Naslov                                               | Pisec                      | Dolžina              |
| -------------------- | ---------------------------------------------------- | -------------------------- | -------------------- |
| 11.                  | „One in a Million‟ (akustična verzija)               | Negin Djafari, Toby Gad    | 3:55                 |
| 12.                  | „We Got the Party‟ (skupaj s skupino Jonas Brothers) | Kara DioGuardi, Greg Wells | 3:36                 |
| Skupna dolžina:      | Skupna dolžina:                                      | Skupna dolžina:            | 42:39                |

| DVD verzija Rock Star | DVD verzija Rock Star                          | DVD verzija Rock Star |
| Št.                   | Naslov                                         | Dolžina               |
| --------------------- | ---------------------------------------------- | --------------------- |
| 1.                    | „Life's What You Make It‟ (v živo)             |                       |
| 2.                    | „Old Blue Jeans‟ (v živo)                      |                       |
| 3.                    | „One in a Million‟ (v živo)                    |                       |
| 4.                    | „Make Some Noise‟ (v živo)                     |                       |
| 5.                    | „True Friend‟ (v živo)                         |                       |
| 6.                    | „Nobody's Perfect‟ (v živo)                    |                       |
| 7.                    | „Bigger Than Us‟ (v živo)                      |                       |
| 8.                    | „One in a Million‟ (akustična verzija, v živo) |                       |

| Album Meet Miley Cyrus | Album Meet Miley Cyrus      | Album Meet Miley Cyrus                 | Album Meet Miley Cyrus |
| Št.                    | Naslov                      | Pisec                                  | Dolžina                |
| ---------------------- | --------------------------- | -------------------------------------- | ---------------------- |
| 1.                     | „See You Again‟             | Miley Cyrus, Armato, James             | 3:10                   |
| 2.                     | „East Northumberland High‟  | Armato, James, Samantha Jo Moore       | 3:24                   |
| 3.                     | „Let's Dance‟               | Cyrus, Armato, James                   | 3:02                   |
| 4.                     | „G.N.O. (Girl's Night Out)‟ | Cyrus, Matthew Wilder, Tamara Dunn     | 3:38                   |
| 5.                     | „Right Here‟                | Cyrus, Armato, James                   | 2:44                   |
| 6.                     | „As I Am‟                   | Cyrus, Shelley Peiken, Xandy Barry     | 3:45                   |
| 7.                     | „Start All Over‟            | Scott Cutler, Anne Preven, Fefe Dobson | 3:27                   |
| 8.                     | „Clear‟                     | Cyrus, Peiken, Barry                   | 3:03                   |
| 9.                     | „Good and Broken‟           | Cyrus, Armato, James                   | 2:56                   |
| 10.                    | „I Miss You‟                | Cyrus, Wendi Foy Green, Brian Green    | 3:58                   |
| Skupna dolžina:        | Skupna dolžina:             | Skupna dolžina:                        | 33:07                  |

## Prodaja albuma
| Lestvica (2008)              | Dosežek | Prodaja   | Certifikacija |
| ---------------------------- | ------- | --------- | ------------- |
| U.S. Billboard 200           | 1       | 3.226.000 | 3x platinasta |
| UK Albums Chart              | 9       | 200.000   | Platinasta    |
| Brazil Albums Chart          | -       | 50.000    | Zlata         |
| New Zealand Albums Chart     | 6       | 7.500     | Zlata         |
| Swedish Albums Chart         | 50      | 10.000    |               |
| Australian ARIA Albums Chart | 20      | 70.000    | Platinasta    |
| German Albums Chart          | 47      | 10.000    |               |
| Austria Albums Top 75        | 13      | 25.000    | Platinasta    |
| Swiss Albums Charts          | 91      | 7.000     |               |
| México Albums Top 100        | 18      | 50.000    | Zlata         |
| Norwegian Albums Chart       | 8       | 20.000    | Zlata         |
| Poland Albums Chart          | 12      | 20.000    | Zlata         |
| Portugal Albums Top 30       | 12      | 20.000    | Platinasta    |
| Denmark Albums Top 40        | 23      | 20.000    | Zlata         |
| Spain Albums Top 100         | 46      | 10.000    |               |

## Singli z albumaHannah Montana 2
- Pesem »Nobody's Perfect« je originalno izšla kot ekskluzivni singl v soundtracku Hannah Montana.[8] Kasneje je 15. maja 2007 izšla kot glavni singl albuma Hannah Montana 2.[9] Pesem se je digitalno prodajala zelo dobro in dosegla štirinajsto mesto na lestvici Hot Digital Songs Chart[10] in sedemindvajseto mesto na lestvici Hot 100.[11]
- Pesem »Make Some Noise« je izšla na radiu Radio Disney kot drugi singl z albuma Hannah Montana 2. Dosegla je dvaindevetdeseto mesto na lestvici Hot 100 ob koncu tedna 14. julija 2007 zaradi dobre digitalne prodaje.[12]
- Pesem »Life's What You Make It« je preko radia Radio Disney izšla kot tretji singl z albuma Hannah Montana 2. Da bi promovirali pesem je Miley Cyrus kot Hannah Montana v živo nastopila na prireditvi Disney Channel Games na začetku ceramonije. Dosegla je petindvajseto mesto na lestvici Hot 100 zaradi dobre digitalne prodaje.[12] Pesem je bila najvišje uvrščen singl Hannah Montana na tej lestvici, dokler je ni prehitela pesem »He Could Be the One«, ki je dosegla deseto mesto.
- Pesem »True Friend« je pesem z albuma Hannah Montana 2, ki je dosegla devetindevetdeseto mesto na lestvici Hot 100 zaradi digitalne prodaje.[12]
- Pesem »One in a Million« je pesem z albuma Hannah Montana 2, ki je dosegla dvanajsto mesto na lestvici Bubbling Under Hot 100 Singles Chart (Hot 100 - 112).
- Pesem »We Got the Party« je pesem z albuma Hannah Montana 2, je pristala na osemindevetdesetem mestu lestvice Canadian Hot 100 ob koncu tedna 3. maja 2007 zaradi digitalnih prodaj.[13]
- Pesem »Rock Star« je pesem z albumov Hannah Montana 2 in Best of Both Worlds Concert. Dosegla je enainosemdeseto mesto na lestvici Hot 100 ob koncu tedna 16. februarja leta 2008,[14] njen videospot pa je promoviral film film Hannah Montana & Miley Cyrus: Best of Both Worlds Concert.

## Singli z albumaMeet Miley Cyrus
- Pesem »G.N.O. (Girl's Night Out)« je pesem z albuma Meet Miley Cyrus, ki je dosegla enaindevetdeseto mesto na lestvici Hot 100 zaradi digitalne prodaje.[12] Da bi promovirala pesem je Miley Cyrus nastopila na končni ceramoniji prireditve Disney Channel Games iz leta 2007.
- Pesem »See You Again« je izšla 15. septembra 2007 kot glavni radijski singl z albuma Meet Miley Cyrus. Pesem je ob koncu tedna 3. maja 2007 dosegla deseto mesto na lestvici Hot 100,[12] s čimer je pesem postala prva uspešnica Miley Cyrus med prvimi desetimi singli. Nastopila je na koncertu Idol Gives Back iz leta 2008. Remix Rock Mafia je izšel kot singl z drugega glasbenega albuma Miley Cyrus, Breakout.
- Pesem »Start All Over« je v januarju leta 2008 izšla kot drugi radijski singl z albuma Meet Miley Cyrus. Na lestvici Hot 100 je ob koncu tedna 19. januarja 2008 zaradi digitalne prodaje dosegel oseminšestdeseto mesto.[12] Videospot za pesem je izšel 29. januarja leta 2008,[15] hkrati pa je tudi prvi videospot Miley Cyrus. Singl je pravzaprav pesem z neizdanega albuma Fefe Dobson, Sunday Love. Pesem ni bila tako uspešna kot prvi singl z albuma, »See You Again«.
- Pesem »I Miss You« je pesem z albuma Meet Miley Cyrus, ki je zasedla deveto mesto na lestvici Bubbling Under Hot 100 Singles Chart (enako stodeveti poziciji na lestvici Hot 100). Pesem je izšla tudi v eni izmed epizod televizijske serije Hannah Montana. Miley Cyrus je pesem napisala v čast svojemu dedku, Ronaldu Rayju Cyrusu, ki je umrl leta 2006.
- Pesem »Good and Broken« je pesem z albuma Meet Miley Cyrus, s katero je Miley Cyrus nastopila na koncertu Idol Gives Back iz leta 2008. Po nastopu je pesem dosegla stoto mesto na lestvici Pop 100 zaradi digitalne prodaje. Miley Cyrus je dejala, da je pesem pravzaprav »zvezdniška« pesem.